# Кінотеатр «Коперник» (Львів)
«Коперник» — кінотеатр на розі вулиць Миколая Коперника та Ференца Ліста у Львові. Один з найдавніших кінотеатрів міста.

## Історія
Кінотеатр було засновано у 1912 році під назвою «Санс-Рівал». Перебував у власності інженера Едварда Бурнатовича. Проєкт реконструкції будинку під кінотеатр виконав архітектор Казимир Теодорович. На час відкриття кінотеатр мав одну з найкращих глядацьких зал у місті. У залі кінотеатру, що містила 425 місць, відбувалися також театральні постановки та наукові зібрання.
Ліцензію на кінотеатр до 1920-х років видавали Товариству імені Петра Скарги.
У 1922 році власником був відомий український лікар і меценат Яків-Броніслав Овчарський. У зв'язку із його фінансовою підтримкою українських шкіл, польські шовіністи закликали бойкотувати кінотеатр.
Від 1926 року кінотеатр перебував у власності Тадея Кухара, львівського підприємця, тісно пов'язаного з кінематографом, а безпосереднім керівником став Мечислав Тюмен.
У 1930 році «Коперник» став третім звуковим кінотеатром у Львові.
Під час німецької окупації кінотеатр перейменовано на «Студіо» та збільшено кількість місць.
У період радянської окупації, від 1946 року, офіційною став називатися «Кінотеатр імені Коперника», та належав до першої категорії.
У січні 2004 року кінотеатр увійшов у приватну кіномережу «Кінопалац». Нинішній Кінопалац «Коперник» має зали на 173 («Синій зал») та 25 («Арт») місця, обладнаний звуковою системою «DOLBY DIGITAL SURROUND EX», акустикою «JBL», панорамними сучасними екраном.
Певний час у 2018—2019 роках кінотеатр не працював через неузгодженість нової вартості оренди. В підсумку суд заборонив Львівській міській раді підвищувати вартість оренди і згодом кінотеатр відновив роботу.
Станом на 2023 рік — тимчасово не функціонує. Львівська міська рада планує розмістити в цьому приміщенні молодіжний центр, а також офіс Молодіжної столиці Європи. Велика зала буде також відреставрована, із збереженням можливості показу фільмів, як данина історії.

## Назви
Протягом своєї 100-літньої діяльності кінотеатр змінював назви і власників: «Санс-Рівал» (1912), «Копернік» (1912—1941, 1944—1946), «Студіо» (1941—1944), «Копернік» (1944—1946), «Кінотеатр ім. Коперніка» (1946—2004), Кінопалац «Коперник» (з 2004).